# Michelle Monaghan
Michelle Lynn Monaghan (Winthrop, 23 de março de 1976) é uma atriz norte-americana. É conhecida principalmente por sua atuação nos filmes Mission: Impossible III, Gone Baby Gone, Eagle Eye, Source Code e Made of Honor. Em 2020 estrelou seu papel como Eva Geller na série americana Messiah.

## Biografia
Michelle Monaghan nasceu em 23 de março de 1976, em Winthrop, Iowa. É a caçula de três filhos, com dois irmãos mais velhos, Bob e John; é filha de Sharon Monaghan, que dirigia uma creche na casa da família, e Robert John Monaghan, um operário e agricultor nas horas vagas. Depois de se formar na East Buchanan High School em 1994 em Iowa, estudou jornalismo por três anos no Columbia College em Chicago. A fim de pagar a faculdade, tinha um emprego como modelo. Restando apenas um semestre para se formar em jornalismo ela se mudou para Nova York para trabalhar em tempo integral, como modelo e seguir carreira como atriz. Como modelo ela viajou o mundo, esteve em Milão, Singapura, Tóquio e Hong Kong, e também apareceu em muitas revistas e catálogos.
Em agosto de 2006,  em Sydney, Austrália, Michelle se casou com Peter White, um designer gráfico com sede em Nova York, que ela conhecera em uma festa em Manhattan cinco anos antes. A primeira filha do casal, Willow Katherine White, nasceu em 5 de novembro de 2008. Michelle e família residem em Nova York.

### Vida profissional
Em 2000, Michelle fez sua estreia na TV em dois episódios de Young Americans e em seguida, apareceu em Law & Order: Special Victims Unit. No cinema ela estreou em um pequeno papel no filme Perfume, como Henrietta, este foi seguido por um outro pequeno papel no filme Unfaithful (no Brasil, Infidelidade). Michelle conheceu a fama em 2002 quando co-estrelou como Kimberly Woods para uma temporada na série de TV Boston Public. Após várias aparições em papéis de apoio, ela retornou às telonas, nos filmes It Runs in the Family (no Brasil, Acontece nas Melhores Famílias) de 2003, Winter Solstice (no Brasil, Sobre Pais e Filhos) de 2004 e na comédia dark Kiss Kiss Bang Bang (no Brasil, Beijos e Tiros) de 2005, onde co-estrelou com Robert Downey Jr. e Val Kilmer. Nesse filme ela fez sua primeira, e até agora única, cena de nudez. Mais tarde, ainda em 2005, Michelle foi filmar na China, Itália e  Estados Unidos o filme Mission: Impossible III (no Brasil, Missão Impossível 3), contracenando com Tom Cruise, ela ganhou o papel para o filme vinte minutos depois do seu teste.
Em 2007, estrelou o remake de The Heartbreak Kid (no Brasil, Antes Só do Que Mal Casado), com Ben Stiller, como Miranda, papel interpretado anterioremente por Cybill Shepherd. Também estrelou Gone Baby Gone (no Brasil, Medo da Verdade) como Angie Gennaro; atuando com Casey Affleck, Michelle recebeu vários elogios por seu excelente desempenho como a protagonista feminina nesse filme. Em 2008 apareceu como Hannah, juntamente com Patrick Dempsey, em Made of Honor (no Brasil, O Melhor Amigo da Noiva), e co-estrelou Eagle Eye (no Brasil, Controle Absoluto), com Shia LaBeouf. Após um hiato em 2009, em 2010 apareceu no elenco do filme Somewhere (no Brasil, Um Lugar Qualquer), dirigido por Sofia Coppola e estrelado por Stephen Dorff. No mesmo ano, apareceu como principal papel feminino na comédia Due Date (no Brasil, Um Parto de Viagem), onde contracena com Robert Downey Jr. e Zach Galifianakis.

## Filmografia

### Cinema
| Ano  | Título                               | Papel                         | Notas |
| ---- | ------------------------------------ | ----------------------------- | --- |
| 2001 | Perfume                              | Henrietta                     | |
| 2002 | Unfaithful                           | Lindsay                       | |
| 2003 | It Runs in the Family                | Peg Maloney                   | |
| 2004 | Winter Solstice                      | Stacey                        | |
| 2004 | The Bourne Supremacy                 | Kim                           | |
| 2005 | Constantine                          | Ellie                         | Não creditada |
| 2005 | Kiss Kiss Bang Bang                  | Harmony Faith Lane            | Indicada – Satellite Award de melhor atriz coadjuvante no cinema Indicada – Prêmio Saturno de melhor atriz coadjuvante em cinema |
| 2005 | Mr. & Mrs. Smith                     | Gwen                          | |
| 2005 | North Country                        | Sherry                        | |
| 2006 | Mission: Impossible III              | Julia Meade                   | |
| 2007 | Gone Baby Gone                       | Angie Gennaro                 | Indicada – Critics' Choice Movie Award de melhor elenco                                                                          |
| 2007 | The Heartbreak Kid                   | Miranda                       | |
| 2008 | Trucker                              | Diane Ford                    | Venceu – San Diego Film Critics Society Award de melhor atriz                                                                    |
| 2008 | Made of Honor                        | Hannah                        | |
| 2008 | Eagle Eye                            | Rachel Holloman               | |
| 2010 | Somewhere                            | Rebecca                       | |
| 2010 | Due Date                             | Sarah Highman                 | |
| 2011 | Source Code                          | Christina Warren              | |
| 2011 | Mission: Impossible – Ghost Protocol | Julia Hunt                    | Não creditada |
| 2011 | Machine Gun Preacher                 | Lynn Childers                 | |
| 2014 | Playing It Cool                      | Ela                           | |
| 2014 | Fort Bliss                           | Maggie Swann                  | |
| 2014 | Justice League: War                  | Diana Prince/Mulher-Maravilha | Voz |
| 2014 | The Best of Me                       | Amanda Collier                | |
| 2015 | Pixels                               | Violet van Patten             | |
| 2016 | Patriots Day                         | Carol Saunders                | |
| 2017 | Sleepless                            | Jennifer Bryant               | |
| 2018 | Mission: Impossible – Fallout        | Julia Meade-Hunt              | |

### Televisão
| Ano       | Título                            | Papel          | Notas |
| --------- | --------------------------------- | -------------- | --- |
| 2000      | Young Americans                   | Caroline Busse | Episódio: "Cinderbella" Episódio: "Free Will" |
| 2001      | Law & Order: Special Victims Unit | Dana Kimble    | Episódio "Consent" |
| 2002      | Hack                              | Stacy Kumble   | Episódio: "Favors" |
| 2002-2003 | Boston Public                     | Kimberly Woods | 8 episódios |
| 2013      | American Dad!                     | Gina           | Episódio: "Max Jets" (Voz) |
| 2014      | True Detective                    | Maggie Hart    | Indicada – Globo de Ouro de melhor atriz coadjuvante em televisão Indicada – Satellite Award de melhor atriz coadjuvante em uma série, minissérie ou telefilme |
| 2016      | The Path                          | Sarah Lane     | 22 episódios |
| 2020      | Messiah                           | Eva Geller     | 10 episódios |
| 2022      | Echoes                            | Leni/Gina      | 7 episódios |
| TBA       | Bad Monkey                        | Bonnie         | papel principal (série a ser lançada) |